# بطولة كاريوكا 1975
بطولة كاريوكا 1975 هو موسم من بطولة كاريوكا. فاز فيه نادي فلومينينسي.